# Bianca Vescan
Bianca Mihaela Vescan (Cluj-Napoca, 13 dicembre 1978) è un'ex cestista rumena.
Alta 186 cm, giocava come centro.

## Carriera
Con la Romania ha disputato due edizioni dei Campionati europei (2005, 2007).